# UNOSOM I
UNOSOM I inicialment només UNOSOM (Operació de les Nacions Unides a Somàlia/United Nations Operation in Somalia) fou la primera part de la missió de les Nacions Unides destinada a aportar ajut humanitària a Somàlia. L'operació fou decidida l'abril del 1992 i va estar operativa fins al desembre del 1992 quan la seva tasca va ser assumida per la UNITAF, força operacional majoritàriament americana, en l'operació coneguda com "Restaurar l'Esperança". Quan la UNITAF es va dissoldre el maig del 1993, es va posar en marxa la [UNOSOM II] (llavors UNOSOM va passar a ser coneguda com a UNOSOM I)

## Història
Degut a la guerra civil a Somalia que en algunes zones ja durava des del 1988, i s'havia incrementat a finals del 1990 i després de la caiguda de Siad Barre el gener del 1991, la gana va començar a fer estralls entre la població civil (2,2 milions de persones en risc, i 1,5 en risc moderat, d'un total de 4,5 milions). Tres-centes mil persones haurien mort als primers mesos del 1992 i un milió havia abandonat el país.
Les resolucions 733 i 746 del Consell de Seguretat i les negociacions diplomàtiques no van aconseguir aturar la guerra; el març del 1992 es va signar un alto el foc entre dos faccions principals del Congrés de la Somàlia Unificada (Mahdi i Aydid) i això va permetre iniciar l'operació. La resolució 751 del consell de seguretat determinava la presència de 50 soldats de l'ONU a Somàlia sota el nom de UNOSOM per vigilar l'alto el foc. Va tenir el suport de pràcticament totes les faccions. La resolució 751 permetia ampliar el contingent a 500 homes. Els primers observadors van arribar a Mogadiscio el juliol del 1992. L'ajut humanitari es va llençar a moltes regions des dels avions.
Però l'alto el foc fou violat i ignorat, i la lluita encara va esdevenir més forta. L'agost el consell de seguretat va decidir enviar 3000 soldats per protegir els esforços de pau, però la major part d'aquests tropes mai va arribar. En els mesos que va existir UNOSOM (I) hi va haver 54 observadors militars i 893 membres del personal militar; va tenir sis baixes. Hi van participar Austràlia, Àustria, Bangladesh, Bèlgica, Canadà, Txecoslovàquia, Egipte, Fiji, Finlàndia, Indonèsia, Jordània, el Marroc, Nova Zelanda, Noruega, Pakistan i Zimbàbue.
Com més avançava el 1992 més empitjorava la situació. Les forces de pau, i els transports d'ajut humanitari eren atacats, i molts refugiats i gent pobre moria de gana. El novembre del 1992 Muhammad Farah Hassan Aydid va demanar la retirada dels soldats de pau.
El novembre de 1992 els Estats Units va oferir liderar una força internacional per assegurar la missió humanitària. L'oferta fou acceptada pel Consell de Seguretat de l'ONU i la força va rebre el nom de UNITAF i els americans la van batejar com "Restaurar l'Esperança". Se li encarregava formalment la tasca de la UNOSOM però aquesta, que també tenia una missió de buscar un acord de pau, quedava preparada per quan UNITAF acabés la seva tasca.
UNITAF tenia forces de 24 països, però el gruix essencial era americà. Inicialment aquesta força va assegurar la distribució d'ajut humanitari. A començaments del 1993 a Addis Abeba es va arribar a un acord entre 14 faccions que van acceptar deixar les seves armes a UNITAF i UNOSOM. Una vegada passada l'emergència humanitària l'ONU va decidir dissoldre UNITAF i restaurar UNOSOM, ara anomenada UNOSOM II (maig del 1993). La seva missió era continuar els esforços per la distribució d'ajut però essencialment restaurar la pau a Somàlia.